# Yola bistroemi
Yola bistroemi är en skalbaggsart som beskrevs av Rocchi 2000. Yola bistroemi ingår i släktet Yola och familjen dykare. Inga underarter finns listade i Catalogue of Life.